# Ilgaz-hegység
Az Ilgaz-hegység Törökországban, a Fekete-tengeri régióban található hegyvonulat, az Észak-anatóliai-hegység része. A hegység az Ilgaz-hegyi Nemzeti Parkhoz tartozik, Ankarától 200 kilométerre fekszik, emiatt a fővárosiak által is kedvelt síparadicsom és horgászterület.

## Földrajza
A Fekete-tengeri régióban három hegyvonulat húzódik párhuzamosan a fekete-tengeri partvonallal, az Ilgaz-hegység a második vonulat keleti részén fekszik, átlagosan 100 km távolságra a parttól. A hegylánc északi része Kastamonu tartományhoz, déli lejtői Çankırı tartományhoz tartoznak közigazgatásilag. A hegység nyugat-keleti hossza körülbelül 150 km, szélessége kb. 30 km. Legmagasabb pontja a Büyükhacet Tepe 2587 méterrel. A csúcstól 10 kilométerre nyugatra fut a D 765 jelű országút.

## A populáris kultúrában
Az Ilgaz-hegység ihlette Ahmet Samim Bilgen Ilgaz című népszerű dalát, melynek szövegét Cemil Türkarman írta.

## Fordítás
Ez a szócikk részben vagy egészben  az   Ilgaz Mountains című angol Wikipédia-szócikk ezen változatának fordításán alapul.  Az eredeti cikk szerkesztőit annak laptörténete sorolja fel. Ez a jelzés csupán a megfogalmazás eredetét és a szerzői jogokat jelzi, nem szolgál a cikkben szereplő információk forrásmegjelöléseként.